# Haploblepharus edwardsii
Haploblepharus edwardsii es una especie de peces de la familia Scyliorhinidae en el orden de los Carcharhiniformes.

## Morfología
• Los machos pueden llegar alcanzar los 59 cm de longitud total.

## Hábitat
Es un pez de mar y de clima subtropical que vive entre 0-130 m de profundidad.

## Alimentación
Come peces osteíctios, crustáceos y cefalópodos.

## Reproducción
Es ovíparo.

## Depredadores
En Sudáfrica es depredado por Larus dominicanus  y Arctocephalus pusillus pusillus .

## Distribución geográfica
Se encuentran en Sudáfrica: desde el Cabo Agulhas hasta KwaZulu-Natal.